# 答思麻万户府
答思麻万户府，是明朝藏区土司机构名称，在今四川。又作別思麻万户府、列思麻万户府、刊思麻万户府。
明太祖洪武七年（1374年）十二月设置，治所在今青海省海南藏族自治州西境。正统十四年（1449年），明朝廷令原万户喇嘛坚藏卜子完卜绰思吉坚灿，袭封为指挥佥事。景泰二年（1451年），绰思吉坚灿遣使到北京朝贡马匹，明代宗赐給他們僧衣、钞、币、食茶等。明武宗正德四年十二月（1510年1月），披麻藏承襲曾祖父的職位。官员按土官規定，依例袭替。